# Sydney Patterson
Sydney Patterson (conocido como Sid Patterson; Melbourne, 14 de agosto de 1927-Melbourne, 29 de octubre de 1999) fue un deportista australiano que compitió en ciclismo en la modalidad de pista. Ganó cinco medallas en el Campeonato Mundial de Ciclismo en Pista entre los años 1949 y 1953.

## Medallero internacional
| Campeonato Mundial | Campeonato Mundial     | Campeonato Mundial | Campeonato Mundial         |
| Año                | Lugar                  | Medalla            | Competición                |
| ------------------ | ---------------------- | ------------------ | -------------------------- |
| 1949               | Copenhague (Dinamarca) | Medalla de oro     | Velocidad individual (A)   |
| 1950               | Rocourt (Bélgica)      | Medalla de oro     | Persecución individual (A) |
| 1951               | Milán (Italia)         | Medalla de bronce  | Velocidad individual (P)   |
| 1952               | París (Francia)        | Medalla de oro     | Persecución individual (P) |
| 1953               | Zúrich (Suiza)         | Medalla de oro     | Persecución individual (P) |

## Palmarés
- 1949
  - Campeón del mundo de velocidad amateur
- 1950
  - Campeón del mundo de persecución amateur
- 1952
  - Campeón del mundo de persecución
- 1953
  - Campeón del mundo de persecución
- 1954
  - 1.º en los Seis días de Aarhus (con Alfred Strom)
- 1955
  - 1.º en los Seis días de París (con Reginald Arnold y Russel Mockridge)
- 1958
  - 1.º en los Seis días de Sydney (con Peter Brotherton)
- 1959
  - 1.º en los Seis días de Sydney (con Peter Panton)
  - 1.º en los Seis días de Melbourne (con Keith Reynolds)
- 1961
  - 1.º en los Seis días de Newcastle (con Bob Jobson y John Tressider)
- 1962
  - 1.º en los Seis días de Melbourne (con Ronald Grenda)
  - 1.º en los Seis días de Newcastle (con Dick Tressider)
  - 1.º en los Seis días de Townsville (con Barry Lowe)
- 1963
  - 1.º en los Seis días de Melbourne (con Ronald Grenda)
  - 1.º en los Seis días de Adelaida (con Nino Solari)
- 1964
  - 1.º en los Seis días de Perth (con John Young)
- 1966
  - 1.º en los Seis días de Whyalla (con Robert Ryan)
- 1967
  - 1.º en los Seis días de Maryborough (con Barry Waddell)
  - 1.º en los Seis días de Launceston (con Graeme Gilmore)
  - 1.º en los Seis días de Adelaida (con Charly Walsh)